# Johan Hedenberg
Leif Johan Gunnar Hedenberg, född 9 oktober 1954 i  Katarina församling, Stockholm, är en svensk skådespelare, manusförfattare och röstskådespelare/speaker.

## Biografi
Hedenberg, är uppväxt i Bromma och var i sin ungdom både ryttare på elitnivå och lovande fotbollsspelare i AIK:s juniorlag. Han är son till Leif Hedenberg och Ulla-Britt Hedenberg, och inledde sin yrkesbana som kriminalvårdare vid kriminalvårdsanstalten Svartsjö, ett arbete som han beskrivit i sin självbiografi Lill-Tarzan och jag.
Hedenberg studerade vid Teaterhögskolan i Malmö 1978–1981. Från 1981 till 1983 var han engagerad vid Kungliga Dramatiska Teatern och har sedan gästspelat vid ett flertal teatrar runt om i landet. För många TV-tittare blev han sedan känd via TV-serierna Åshöjdens BK och Varuhuset. Hedenbergs rollfigurer var där genomgående osympatiska, och kom att medföra en del obehag rent privat. I TV-serien Skilda världar porträtterade han en mer sympatisk karaktär.
Hedenberg har medverkat i ett flertal dubbningar av tecknade filmer och TV-serier.  Han har dubbat Teenage Mutant Ninja Turtles två gånger; Donatello i 1987 års version (Media Dubbs dubbning) och Shredder i 2003 års version. Andra roller han har gjort är bland annat Dr. Robotnik i Sonic the Hedgehog, George Jetson i Jetsons, Luigi i The Super Mario Bros. Super Show!, Dr. Drakken i Kim Possible, Throttle i Biker Mice from Mars och Dick Dastardly i Stoppa duvan!.
År 1989 gav han även ut ett musikalbum, U.P.A, med covers på "800°" (Ebba Grön) och "The Letter" (The Box Tops) bland annat.
Han har spelat fotboll i Skå i Ekerö kommun. Hedenberg lämnade skådespelaryrket en tid och började att arbeta som travtränare, och har haft hästar som Alvena Elise (V75-vinnare), Sonnbo Dole och Alvena Pampas. År 2005 återvände Hedenberg som skådespelare i TV-serien "Poliser".

## Teater

### Roller (ej komplett)
| År   | Roll    | Produktion                                                              | Regi            | Teater            |
| ---- | ------- | ----------------------------------------------------------------------- | --------------- | ----------------- |
| 1984 | Rickard | P. Svanslös Bodil Malmsten                                              | Bodil Malmsten  | Oscarsteatern     |
| 1985 | Alan    | Det var en lördag afton Harvey Fierstein                                | Ronnie Hallgren | Malmö Stadsteater |
| 1997 | Schrank | West Side Story Leonard Bernstein, Stephen Sondheim och Arthur Laurents | Richard Herrey  | Oscarsteatern     |